# نوریلسک نیکل
نوریلسک نیکل (به انگلیسی: Norilsk Nickel) شرکت استخراج معادن و فلزات روسی است، که تمرکز اصلی آن در زمینه تولید و ذوب نیکل و پالادیم معطوف می‌باشد و به‌عنوان بزرگ‌ترین تولیدکننده نیکل و پالادیم در جهان شناخته می‌شود، همچنین به‌عنوان یکی از ده تولیدکننده برتر مس، در جهان به‌شمار می‌آید.
دفتر مرکزی شرکت نوریلسک نیکل در شهر مسکو قرار دارد. بزرگ‌ترین سایت عملیاتی شرکت نوریلیسک نیکل در منطقه نوریلسک، در شمال روسیه مستقر می‌باشد.
بخشی از سهام شرکت نوریلسک نیکل در بازارهای بورس مسکو، بورس لندن و بورس نزدک معامله می‌شود. سهامداران کلیدی آن ولادیمیر پوتانین؛ از طریق شرکت اینتروس و اولگ دریپاسکا؛ از طریق شرکت روسال می‌باشند، که هر یک ۲۵ درصد از سهام این شرکت را در اختیار دارند.